# Martin Keamy
Martin Christopher Keamy est un personnage fictif du feuilleton télévisé Lost : Les Disparus. Il est interprété par l'acteur Kevin Durand.
Keamy est introduit dans le cinquième épisode de la quatrième saison comme un membre d'équipage du Kahana. Dans la deuxième moitié de la saison, Keamy est le principal antagoniste du feuilleton. Il est le chef d'une équipe de mercenaires engagée par le milliardaire Charles Widmore et envoyée sur l'île dans le but de capturer Benjamin Linus.

## Biographie fictive
Originaire de Las Vegas, dans le Nevada, Martin Keamy était sergent dans le Corps des Marines des États-Unis de 1996 à 2001. Pendant les trois années ayant précédé le crash, il a travaillé comme mercenaire dans plusieurs organisations, principalement Ougandaises. Fin 2004, Keamy est engagé par Widmore pour mener une équipe de mercenaires sur l'île et capturer Ben pour une importante somme d'argent. Une fois Ben capturé, Keamy devra tuer toutes les autres personnes se trouvant sur l'île.

### Sur l'île
Keamy monte à bord du cargo Kahana à Suva, aux îles Fidji, entre les 6 décembre et 10 décembre. La nuit du 25 décembre, Frank Lapidus emmène Keamy et son équipe de mercenaires (composée d'Omar, Lacour, Kocol, Redfern et Mayhew) en hélicoptère sur l'île. Le 27 décembre, l'équipe capture Alex, la fille de Ben, et tue son petit ami Karl et sa mère Danielle Rousseau. L'équipe arrive aux baraquements où Ben réside, fait sauter la maison de Claire Littleton et tue trois survivants du vol Oceanic 815. Keamy tente de négocier pour que Ben se rende en échange de la vie d'Alex. Croyant qu'il bluffe, Ben refuse, entrainant le meurtre d'Alex par Keamy. Ben exerce des représailles en libérant le monstre de fumée qui assaille brutalement les mercenaires et tue Mayhew.
Lors de son retour sur le cargo, Keamy essaye sans succès de tuer Michael Dawson, après avoir découvert qu'il est l'espion de Ben. Il consulte un protocole qui contient les instructions de Widmore pour retrouver Ben en cas d'échec de la mission. Le protocole contient des détails sur un centre de recherches des années 80 du Projet Dharma appelé « l'Orchidée ». Plus tard, Omar attache un commutateur à Keamy, prévu pour faire exploser du C4 présent sur le cargo si le cœur de Keamy cesse de battre. Cette nuit-là, Frank refuse de piloter les mercenaires sur l'île. Keamy tranche alors la gorge du docteur Ray et le jette par-dessus bord, avant de tirer sur le capitaine Gault. Frank pilote alors de nouveau les mercenaires sur l'île.
Le 30 décembre, l'équipe capture Ben à « l'Orchidée » et l'emmènent jusqu'à l'hélicoptère. En chemin, Keamy se demande pourquoi Charles Widmore l'a tant payé pour capturer Ben mais il est interrompu lorsqu'il surprend Frank essayant de couper ses menottes avec des clefs à molettes. Alors que Keamy lui demande comment il a attrapé la boîte à outils, des bruits retentissent et Kate accourt en prétendant être poursuivie par les « Autres ». Il lui ordonne de se mettre à genoux à côté de Ben et poste ses hommes tout autour de l’hélicoptère. Ils sont attaqués par les « Autres » et plusieurs des soldats de Keamy sont tués. Ben et Kate en profitent pour s’échapper. Cette attaque ainsi que l’arrivée de Kate ne servait en fait qu’à libérer Ben. Après avoir échappé à un jet de grenade et à une fusillade, Keamy se lance donc à la poursuite des deux évadés mais il est intercepté par Sayid qui le désarme. Sayid réussit à poignarder Keamy dans le flanc et à le frapper avec une branche. Mais Keamy le maîtrise et entreprend de l’étrangler. Mais Richard Alpert sort soudain des buissons et tire plusieurs balles dans le dos de Keamy, qui s'effondre au sol. Plus tard, Keamy, qui a survécu grâce à son gilet pare-balles, se relève et se rend à l'Orchidée. Il descend ensuite au sous-sol où il ne trouve personne. Sachant que Ben se cache quelque part dans la pièce, Keamy, armé d'un couteau, explique que le boîtier accroché à son bras est un émetteur qui fera exploser une réserve de C4 à bord du cargo si son cœur arrête de battre. Soudain, Locke apparaît devant Keamy et demande à discuter, mais ce dernier refuse toute négociation. C'est alors que Ben sort d'un placard, l'attaque avec sa matraque et, fou de rage, s'empare du couteau et poignarde Keamy à la poitrine pour se venger de l'assassinat de sa fille. Locke, inquiet du sort des gens à bord du cargo, tente alors de garder Keamy en vie pour éviter l'explosion mais celui-ci meurt, rendant l'explosion inévitable.

### Réalité alternative
Dans la réalité alternative, Keamy est un associé de M. Paik, le père de Sun. M. Paik envoie Jin à Los Angeles pour donner à Keamy une montre ainsi que 25 000 $, censé être une récompense pour que Keamy tue Jin. Cependant, l'argent a été confisqué à la douane à l'aéroport de Los Angeles. Il ligote alors Jin et le détient dans la chambre froide d'un restaurant. Peu de temps après, Omar, l'un des sbires de Keamy, capture Sayid et l'amène au même restaurant où est détenu Jin. Keamy explique à Sayid que son frère lui a emprunté de l'argent et n'a pas réussi à le rembourser, mais Sayid conteste. Pour s'en être pris à son frère et avoir menacé sa famille, Sayid abat Keamy et ses hommes.